# 1542
1542 (MDXLII) fue un año común comenzado en domingo del calendario juliano.

## Acontecimientos
- 6 de enero: en Yucatán (México), el español Francisco de Montejo funda la aldea de Mérida (actual capital del estado).
- 12 o 13 de febrero: en Brasil, una expedición de cincuenta españoles al mando de Francisco de Orellana y Gonzalo Pizarro son los primeros europeos en ver el río Amazonas.
- 14 de febrero: en el Valle de Atemajac (en el actual estado mexicano de Jalisco), el español Nuño de Guzmán funda el cuarto asentamiento (y fundación definitiva) de la aldea de Nueva Galicia, hoy conocida como Guadalajara.
- En julio, la Iglesia católica el papa Paulo III instituyó la Congregación para la Doctrina de la Fe con el fin de luchar mejor contra los "herejes".
- 17 de septiembre: En una misión de exploración ordenada por el virrey de la Nueva España, Juan Rodríguez Cabrillo funda la Ensenada de Todos los Santos en la actual Baja California.
- 18 de octubre: en México, fray Juan de San Miguel funda la aldea de San Miguel el Grande (hoy llamada San Miguel de Allende en honor a Ignacio Allende).
- 19 de noviembre: en Gansu (China) se registra un terremoto de 5,5 grados de la escala sismológica de Richter, e intensidad 7.
- 20 de noviembre: Creación del Virreinato del Perú por el rey Carlos I de España que firmó en Barcelona por Real Cédula las Leyes Nuevas emitidas por la Corona Española . Estas buscaban dar al indígena un trato más justo. Sin embargo, no fueron acatadas por las colonias.
- 21 de noviembre: En el valle de panchoy, se funda Sacatepéquez (departamento de Guatemala).

## Acontecimientos sin fechas
- Inicio de la cuarta guerra de España contra Francia.
- El rey inglés Enrique VIII se convierte en rey de Irlanda.
- Se produce el primer contacto de Japón con Occidente cuando un barco portugués, desviado de su rumbo hacia China alcanza las costas japonesas.
- En la localidad española de Museros (Valencia) comienza la construcción de la iglesia Ermita de san Roque de Montepellier.
- Francisco I de Francia ataca los Países Bajos rompiendo con la Tregua de Niza.
- La ciudad de Niza es tomada por la flota francesa con la ayuda de una escuadra otomana.
- Sitio del Castillo Toda.
- Se funda la Universidad de Zaragoza (España)
- En el actual Colombia, rebelión de los muiscas contra los españoles, sofocada por Gonzalo Suárez Rendón.

## Nacimientos
- 4 de octubre: Roberto Belarmino, Doctor de la Iglesia (f. 1621).
- 15 de octubre: Akbar el Grande, emperador mogol de la India (f. 1605).
- 1 de noviembre: Tarquinia Molza, cantante, poetisa, directora, compositora y filósofa natural italiana (f. 1617).
- 8 de diciembre: María Estuardo, reina escocesa y luego reina de Francia, Inglaterra y Escocia.
- Rodrigo Zamorano, navegante y matemático sevillano.

## Fallecimientos
- 13 de febrero: Catalina Howard, quinta esposa de Enrique VIII (n. 1524).
- 21 de mayo: Hernando de Soto, explorador español (n. 1500).
- 2 de agosto: Bartolomeo Ramenghi, pintor italiano (n. 1484).